# Социјалистички народни дом у Београду
Социјалистички народни дом у Београду је саграђен 1888. године. Подигао је Шкотланђанин Франсис Макензи, хуманист и добротвор, под називом „Сала мира“ на имању „Симићев мајур“ које је купио 1880. године. Представља непокретно културно добро као споменик културе.

## Историјат и намена
Грађевина која се налазила на Славији имала је кроз историју разноврсне намене, био је центар за окупљање и просвећивање (једно време је ту била и Сликарска школа Кирила Кутлика). Најзначајнија делатност у „Сали мира“ почиње 1910. године када су имање купили Српска социјалдемократска странка и Главни раднички савез и када ова зграда постаје Социјалистички народни дом – стециште радничког покрета.
У згради су организоване првомајске радничке манифестације, одржавани конгреси и скупови, вођена борба за опште право гласа, као и борба против ратних припрема и наоружања. У згради је била смештена управа Српске социјалдемократске странке, Главни раднички савез, деловала Социјалистичка радничка партија (комуниста), Раднички савез из Београда, редакције листа „Радничке новине“ и часописа „Борба“, „Социјалистичка књижара“ и штампарија „Туцовић“ и „Народни биоскоп“.
Зграда је порушена с намером да се реконструише у оквиру новог објекта на Славији.